# Komunistyczna Partia Indonezji

Logo

Komunistyczna Partia Indonezji (indonez. Partai Komunis Indonesia – PKI) – indonezyjska partia polityczna.
Partia powstała w 1920 jako sekcja Kominternu z lewego skrzydła działającego od 1914 Stowarzyszenia Socjaldemokratycznego; obecną nazwę nosi od 1924. W 1925 na Jawie PKI organizowała masowe strajki, które przekształciły się w latach 1926–1927 w powstanie ludowe skierowane przeciw władzom holenderskim. Po upadku powstania w 1927 PKI została zdelegalizowana, od 1935 działała w podziemiu. Podczas japońskiej okupacji Indonezji 1942–1945 uczestniczyła w ruchu oporu, a po II wojnie światowej została zalegalizowana, walczyła z Holandią dążącą do ponownego opanowania Indonezji. W 1947 weszła w skład koalicyjnego rządu, 1948 zbrojnie wystąpiła przeciwko prawicowemu rządowi, za co została poddana represjom i ponownie zdelegalizowana. W 1951 została zalegalizowana, stała się poważną siłą polityczną pod przywództwem D. N. Aidita, współpracowała z rządem Sukarno.
W 1965 wzięła udział w nieudanym przewrocie wojskowym, za co została poddana represjom i w 1966 zdelegalizowana. Według różnych szacunków w drugiej połowie lat 60. poniosło śmierć od 300 do 400 tysięcy członków i sympatyków PKI. Od 1966 działa w głębokiej konspiracji i nie stanowi liczącej się siły politycznej.